# Karl-Heinz Fuhrmann
Karl-Heinz Fuhrmann (18 de mayo de 1937) fue un jinete de la RDA que compitió en la modalidad de concurso completo. Participó en dos Juegos Olímpicos de Verano en los años 1964 y 1968, obteniendo una medalla de bronce en Tokio 1964 en la prueba por equipos.

## Palmarés internacional
| Representando al Equipo Alemán Unificado |               |                   |             |
| Juegos Olímpicos                         |               |                   |             |
| Año                                      | Lugar         | Medalla           | Categoría   |
| 1964                                     | Tokio (Japón) | Medalla de bronce | Por equipos |